# Mike O'Dowd
Mike O'Dowd (St. Paul, 5 aprile 1895 – 28 luglio 1957) è stato un pugile statunitense.
Campione del mondo dei pesi medi dal 14 novembre 1917, quando mise KO Al McCoy al 6º round, al 6 maggio 1920, quando perse ai punti contro Johnny Wilson, uno dei più grandi pugili italoamericani (si chiamava in realtà Giovanni Panica).
Nel 1918 sconfisse ai punti Harry Greb.
Concittadino e contemporaneo di Mike Gibbons, lo affrontò nel 1921 e nel 1922, perdendo ai punti la prima sfida e vincendo la seconda.
Fu l'unico pugile campione del mondo a partecipare alla prima guerra mondiale andando al fronte.
Nel 2014 la International Boxing Hall of Fame lo ha riconosciuto tra i più grandi pugili di ogni tempo.